# Wenchi

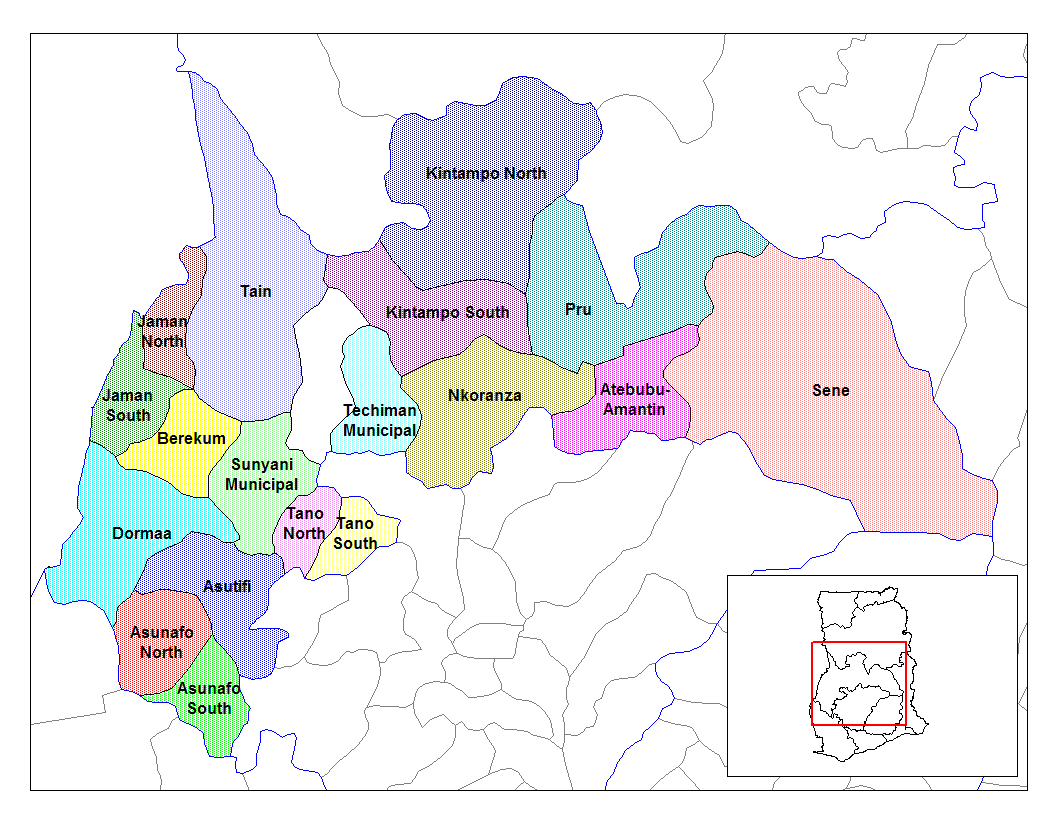
Mapa da região Brong-Ahafo; Wenchi encontra-se no centro, em branco

Wenchi é um distrito do centro da região Brong-Ahafo, no Gana. Este distrito, que era o maior da região, foi dividido com o de Tain por decreto do presidente John Kufuor a 12 de Novembro de 2003.